# Bewerber
SS-Bewerber o Staffel-Bewerber ("SS-Candidato") fue un rango de las SS utilizado en la Alemania nazi desde 1933 hasta 1945. El rango de SS-Bewerber fue el rango más bajo posible de las SS y se asignó a ese personal que era candidato en las SS. El rango se usó con mayor frecuencia en las Allgemeine-SS como preludio a la cita como SS-Anwärter.
Dentro de las Allgemeine-SS, el rango de SS-Bewerber (en la mayoría de los casos) se usó simplemente como un título administrativo mientras se realizaba una investigación de antecedentes sobre un posible miembro de las SS. Por lo general, esto implicaría una verificación de antecedentes penales, un análisis de confiabilidad política e investigación sobre el origen racial del posible miembro de las SS.
El rango de SS-Bewerber también se usó ocasionalmente en las Waffen-SS, pero simplemente como un título para un recluta de las SS que aún no se había presentado para el procesamiento inicial y la capacitación básica. Un SS-Bewerber rara vez se emitía un uniforme o cualquier tipo de insignia. En los pocos casos en que se proporcionó un uniforme, se usaría un uniforme básico de las SS sin ninguna insignia.